# Nereida różnokolorowa
Nereida różnokolorowa, nereida różnobarwna (Hediste diversicolor (O.F. Müller, 1776), według innej bazy danych obowiązująca jest nazwa Nereis diversicolor) – gatunek pierścienic, z gromady wieloszczetów. Występuje w Bałtyku.

## Budowa zewnętrzna
Nereida różnokolorowa ma wydłużone, spłaszczone grzbieto-brzusznie ciało o długości przeważnie około 10 cm. Zdarzają się osobniki o długości ok. 20 cm. Występuje u niej metameria homonomiczna – wszystkie pierścienie oprócz głowowych i odbytowego są do siebie podobne. Głowa złożona jest z dwóch pierścieni: płata przedgębowego (prostomium) i płata gębowego (peristomium). Na przednim brzegu płata przedgębowego mieści się para krótkich czułków (tentacula), a dalej para większych głaszczek (palpi). Na grzbietowej stronie tego płata znajdują się dwie pary oczu. Na brzusznej stronie płata gębowego leży otwór gębowy. Płat ten zaopatrzony jest w dwie pary wąsów przyustnych (cirri tentaculares). Na każdym pierścieniu tułowiowym znajdują się parapodia, składające się z gałęzi grzbietowej (notopodium) i brzusznej (neuropodium). Każda z gałęzi zaopatrzona jest w walcowaty wąs, pęczki szczecinek oraz sztywny kolec osiowy. U nasady parapodiów mieszczą się otworki wydalnicze. W obrębie pierścienia odbytowego znajduje się otwór odbytowy i para wąsów odbytowych.

## Budowa wewnętrzna

### Wór skórno-mięśniowy i jama ciała
Wór skórno-mięśniowy złożony jest z cienkiej warstwy oskórka oraz jednowarstwowego nabłonka skórnego, w którym znajduje się wiele komórek gruczołowych. Występują mięśnie okrężne, podłużne i skośne. Wtórna jama ciała wypełniona jest cieczą zawierającą komórki amebowate i znajduje się między ścianą jelita a warstwą mięśniową wora skórno-mięśniowego. Wysłana jest otrzewną i dzieli się na metamerycznie rozmieszczone komory, podzielone na prawą i lewą połowę.

### Układ pokarmowy
Przewód pokarmowy jest prosty i dzieli się na trzy odcinki: ektodermalny odcinek przedni i tylny oraz endodermalny odcinek środkowy. Na ściankach jamy gębowej rozmieszczone są chitynowe ząbki, a gardziel wyposażona jest w dwie silne szczęki. Jama gębowa i gardziel mogą być wysuwane na zewnątrz i stanowią tzw. ryjek (proboscis). Gardziel łączy się krótkim przełykiem z jelitem, który przechodzi w krótką odbytnicę, a ta uchodzi na zewnątrz otworem odbytowym.

### Układ krwionośny
Układ krwionośny jest zamknięty i wypełniony czerwoną krwią. Złożony jest z naczynia grzbietowego i brzusznego oraz łączących je naczyń okrężnych, od których odchodzą naczynia obwodowe.

### Oddychanie
Wymiana gazowa zachodzi głównie na powierzchni parapodiów.

### Układ nerwowy i narządy zmysłów
Układ nerwowy jest typu drabinkowego. Narządami zmysłów są dwie pary skomplikowanych oczu zaopatrzonych w soczewki oraz narządy dotyku mieszczące się głównie na głowie i parapodiach. Nereida ma również narządy zmysłu chemicznego w postaci niewielkich urzęsionych zagłębień znajdujących się w tylnej części płata przedgębowego.

### Układ wydalniczy
Układ wydalniczy nereidy, tak jak wszystkich pierścienic ma charakter metanefrydiów.

### Układ rozrodczy i rozmnażanie
Nereida jest rozdzielnopłciowa. Jej narządy rozrodcze powstają w nabłonku otrzewnej w postaci gonad, czyli wpuklonych do wnętrza ciała skupień komórek. W zależności od płci przekształcają się one w komórki jajowe lub plemniki. Zapłodnienie zachodzi w wodzie.